# Pragsdorf
Pragsdorf är en kommun och ort i Landkreis Mecklenburgische Seenplatte i förbundslandet Mecklenburg-Vorpommern i Tyskland.
Kommunen bildades den 1 januari 2002 genom en sammanslagning av de tidigare kommunerna Ballin, Dewitz och Leppin.
Kommunen ingår i kommunalförbundet Amt Stargarder Land tillsammans med kommunerna Burg Stargard, Cölpin, Groß Nemerow, Holldorf och Lindetal.